# Home (canción de Depeche Mode)
«Home» (en español, Hogar) es el trigésimo tercer disco sencillo del grupo inglés de música electrónica Depeche Mode, el tercero desprendido de su álbum Ultra, lanzado el 16 de junio de 1997.
"Home" es una canción compuesta y cantada por Martin Gore, como lado B aparecieron temas en concierto como "Barrel of a Gun" e "It's No Good", grabados durante las Ultra Parties en Londres. Originalmente se iba a lanzar en los Estados Unidos en su orden pero las estaciones de radio allá comenzaron a tocar el tema Useless aun antes de que se anunciara Home como sencillo, por lo cual Reprise Records los publicó como un solo sencillo doble en América.
"Home" es una balada con orquestación y otros arreglos, y ha llegado a ser una de las favoritas de Martin Gore. La versión en disco sencillo tiene una introducción ambientada contra la versión del álbum con la percusión más alta, sin embargo tiene la misma duración que la del álbum.
El dibujo en la portada del sencillo fue hecho por Emma Corbijn, que tenía cinco años en el momento.

## Descripción
Es uno de los temas más encomiásticos y optimistas de DM, además de contar con una de las musicalizaciones más trabajadas en la trayectoria del grupo, con arreglo de violines, batería acústica, efectos de sintetizador y guitarra eléctrica.
Sin embargo, está basado principalmente es su letra, elocuente e idealizada, clamando que el hogar es el único lugar donde todo está bien, como todos los temas del grupo cantados por Martin Gore casi en su totalidad a una voz, con largos versos y un gran coro en el que clama un agradecimiento dirigido a la persona querida por haberle llevado al lugar de origen, en donde uno se encuentra a sí mismo y puede exteriorizar todos los sentimientos por encontrados que estos sean.
La orquestación tan sonora sólo contribuye a darle aún más elocuencia, mientras los elementos electrónicos aunque dispersos complementan y realzan el canto como una retribución a quien ha mostrado el lugar a donde se pertenece realmente. En conjunto con los otros temas del álbum, es uno de los más alejados del discurso un tanto áspero que todos conforman como colección, aunque llegaría a ser prácticamente el más exitoso apenas junto con It's No Good.
Hasta la fecha es el último tema cantado por Gore que DM ha publicado como disco sencillo, y el tercero con él en la voz principal después de "A Question of Lust" de 1986 y "Somebody" de 1984, que fuera el primer sencillo doble de DM con "Blasphemous Rumours".

## Formatos

### En CD
| Mute CD Bong27 Home |                                        |          |  |
| N.º                 | Título                                 | Duración |  |
| 1.                  | «Home» (versión sencillo)              | 5:46     |  |
| 2.                  | «Home» (Air “Around the Golf” Remix)   | 3:57     |  |
| 3.                  | «Home» (LFO Mean to Be)                | 4:26     |  |
| 4.                  | «Home» (The Noodles & The Damage Done) | 6:36     |  |

| Mute LCD Bong27 Home |                                                                                   |          |  |
| N.º                  | Título                                                                            | Duración |  |
| 1.                   | «Home» (Jedi Knights Remix (Drowning in Time))                                    | 7:02     |  |
| 2.                   | «Home» (Grantby Mix)                                                              | 4:39     |  |
| 3.                   | «Barrel of a Gun» (en vivo en Adrenalin Village, Londres, el 10 de abril de 1997) | 6:02     |  |
| 4.                   | «It's No Good» (en vivo en Adrenalin Village, Londres, el 10 de abril de 1997)    | 4:06     |  |

| Mute RCD Bong27 Home |                            |          |  |
| N.º                  | Título                     | Duración |  |
| 1.                   | «Home» (versión de radio)  | 4:02     |  |
| 2.                   | «Home» (versión del álbum) | 5:50     |  |

| Reprise PRO-CD-8855 Home |                                      |          |  |
| N.º                      | Título                               | Duración |  |
| 1.                       | «Home» (versión de radio)            | 3:59     |  |
| 2.                       | «Home» (Air “Around the Golf” Remix) | 3:56     |  |

Promocional para los Estados Unidos
CD 2004
Realizado para la colección The Singles Boxes 1-6 de ese año, con lo que se publicó en su edición normal en Estados Unidos.
| Mute CD Bong27X Home |                                                                                   |          |  |
| N.º                  | Título                                                                            | Duración |  |
| 1.                   | «Home»                                                                            | 5:47     |  |
| 2.                   | «Home» (Air “Around the Golf” Remix)                                              | 3:57     |  |
| 3.                   | «Home» (LFO Meant to Be)                                                          | 4:26     |  |
| 4.                   | «Home» (The Noodles & The Damage Done)                                            | 6:37     |  |
| 5.                   | «Home» (Jedi Knight Remix (Drowning in Time))                                     | 7:02     |  |
| 6.                   | «Home» (Grantby Mix)                                                              | 4:39     |  |
| 7.                   | «Barrel of a Gun» (en vivo en Adrenalin Village, Londres, el 10 de abril de 1997) | 6:02     |  |
| 8.                   | «It's No Good» (en vivo en Adrenalin Village, Londres, el 10 de abril de 1997)    | 4:08     |  |

### En disco de vinilo
12 pulgadas Mute 12 Bong27  Home
| Lado A |                                                |          |  |
| N.º    | Título                                         | Duración |  |
| 1.     | «Home» (Jedi Knights Remix (Drowning in Time)) |          |  |
| 2.     | «Home» (Air “Around the Golf” Remix)           |          |  |

| Lado AA |                      |          |  |
| N.º     | Título               | Duración |  |
| 1.      | «Home» (Meant to Be) |          |  |
| 2.      | «Home» (Grantby Mix) |          |  |

## Home/Useless
En los Estados Unidos Home se publicó como sencillo doble con Useless.
Los temas Home y Useless estaban planeados para aparecer en su correcto orden como sencillos en Estados Unidos, pero las estaciones de radio allá comenzaron a promocionar Useless aun antes de que se anunciara Home como tercer sencillo del Ultra, por lo cual Reprise Records se vio obligada a lanzarlos como sencillo doble. Como curiosidad, fue el segundo sencillo doble de DM desde 1984.

### Formatos

#### En CD
| CD Reprise Records 9 17314-2 Home / Useless |                                      |          |  |
| N.º                                         | Título                               | Duración |  |
| 1.                                          | «Home»                               | 5:46     |  |
| 2.                                          | «Home» (Air “Around the Golf” Remix) | 3:58     |  |
| 3.                                          | «Useless» (Remix)                    | 4:06     |  |

Este mismo contenido corresponde a su edición en casete
| CD Reprise Records 9 43906-2 Home / Useless |                                                |          |  |
| N.º                                         | Título                                         | Duración |  |
| 1.                                          | «Home» (versión del álbum)                     | 5:46     |  |
| 2.                                          | «Home» (Grantby Mix)                           | 4:38     |  |
| 3.                                          | «Home» (LFO Meant to Be)                       | 4:26     |  |
| 4.                                          | «Home» (The Noodless & The Damage Done)        | 6:22     |  |
| 5.                                          | «Useless» (CJ Bolland Ultrasonar Extended Mix) | 6:00     |  |
| 6.                                          | «Useless» (CJ Bolland Funky Sub Mix)           | 5:38     |  |
| 7.                                          | «Useless» (Kruder + Dorfmeister Session™)      | 9:11     |  |
| 8.                                          | «Useless» (Escape from Wherever: Parts 1 & 2)  | 7:15     |  |
| 9.                                          | «Barrel of a Gun» (vídeo promocional)          | 3:48     |  |
| 10.                                         | «Home» (vídeo promocional)                     | 3:58     |  |
| 11.                                         | «It's No Good» (vídeo promocional)             | 4:17     |  |
| 12.                                         | «Useless» (vídeo promocional)                  | 4:55     |  |

#### En disco de vinilo
7 pulgadas Reprise Records 7-17314  Home / Useless
| Lado A |        |          |  |
| N.º    | Título | Duración |  |
| 1.     | «Home» | 5:46     |  |

| Lado B |                   |          |  |
| N.º    | Título            | Duración |  |
| 1.     | «Useless» (Remix) | 4:06     |  |

12 pulgadas Reprise Records 9-43906  Home / Useless
| Lado A |                                        |          |  |
| N.º    | Título                                 | Duración |  |
| 1.     | «Home» (The Noodles & The Damage Done) | 6:22     |  |
| 2.     | «Home» (LFO Meant to Be)               | 4:26     |  |

| Lado B |                                                |          |  |
| N.º    | Título                                         | Duración |  |
| 1.     | «Useless» (CJ Bolland Ultrasonar Extended Mix) | 6:00     |  |
| 2.     | «Useless» (CJ Bolland Funky Sub Mix)           | 5:38     |  |

## Vídeo promocional
"Home" fue dirigido por Steven Green. Curiosamente el vídeo no tiene lugar en una casa, sino en un pequeño hotel por la noche, donde un delgado hombre calvo aparece, cuyo físico recuerda al de Vince Clarke, fundador de DM, como un fantasma que deambula por las habitaciones sintiendo las penas de los residentes. La única habitación que no visita es aquella en donde está DM, con Martin Gore cantando, mientras David Gahan y Andrew Fletcher permanecen sentados meditando. La versión del tema para el vídeo está ligeramente editada, es sólo un poco más corta.
El vídeo contiene una alegoría muy sencilla, el hogar es la única parte en donde uno se encuentra verdaderamente bien, aunque sea un lugar imperfecto, sin más, como la propia letra sentencia. Por lo demás, el cortometraje contiene una serie de imágenes de tipo doméstico, pues en esencia esa es la temática de la canción. El vídeo recuerda de alguna manera al filme Las alas del deseo de 1987, del director alemán Wim Wenders, en que el hombre parece tener la capacidad de contemplar a todos los habitantes, en su desazón y sus alegrías, pero ellos simplemente no pueden percibirlo.
El video se incluye en la colección The Videos 86>98 de 1998 y en Video Singles Collection de 2016.

## En directo
"Home" es el único tema del álbum Ultra que ha estado presente desde su publicación en todas las giras de DM, si bien no en todos los conciertos, así desde luego protagonizó en las Ultra Parties, después en la gira The Singles Tour, que realmente fue la del álbum Ultra, y después en el Exciter Tour así como en el Touring the Angel, en el cual como curiosidad se utilizó el arreglo de la versión Air "Around the Golf" como introducción.
Posteriormente se incorporó como tema rotativo en las giras Tour of the Universe y Delta Machine Tour, pero en una versión acústica con musicalización de Peter Gordeno con teclado en modo piano y Martin Gore cantándola. Para la gira  Global Spirit Tour reapareció como tema rotativo en su forma epónima. Después fue retomado para el Memento Mori World Tour también como tema rotativo primero en su forma epónima en 2023 y para las fechas en 2024 en forma acústica por Gore y Gordeno.

## Lista de posiciones
| Listas (1997)                 | Mejor posición |
| ----------------------------- | -------------- |
| UK Singles Chart              | 23             |
| Dutch GfK chart               | 78             |
| Lista de sencillos finlandesa | 15             |
| Lista de sencillos alemana    | 11             |
| Lista de sencillos sueca      | 10             |
| Lista de sencillos suiza      | 47             |
| US Billboard Hot 100          | 88             |